# Xenobuthus
Genre
Xenobuthus est un genre de scorpions de la famille des Buthidae.

## Distribution
Les espèces de ce genre se rencontrent au Moyen-Orient.

## Liste des espèces
Selon The Scorpion Files (01/04/2021) :
- Xenobuthus anthracinus (Pocock, 1895)
- Xenobuthus arabicus (Lourenço & Qi, 2006)
- Xenobuthus xanthus Lowe, 2018

## Publication originale
- Lowe, 2018 : « The genera Butheolus Simon, 1882 and Xenobuthus gen. nov. (Scorpiones: Buthidae) in Oman. » Euscorpius, no 261, p. 1-73 (texte intégral).